# Водопериця черговоквіткова
Водопериця черговоквіткова, водопериця черговоцвіта (Myriophyllum alterniflorum) — вид трав'янистих рослин родини столисникові (Haloragaceae). Рослина є рідною для Європи, Азії та Північної Америки, де росте у водному середовищі, як-от ставках, річках і струмках. Етимологія: лат. alternus — «чергуватися», лат. i — сполучник слів, лат. florus — «розквітати».

## Опис
Зимівна, зелена, трав'яниста, занурена рослина, довжиною від 30 см до, у рідкісних випадках, 2 метрів. Рослини в основному однодомні, рідше з двостатевими квітами. Стебла дещо розгалужені; міжвузля довжиною від 5 до 10 мм. Занурені листки 4- або 5-мутовчасті, широко ланцетні в загальних рисах, 1–4 × 0.5–1.2 см; сегментів 8–10 пар, ниткоподібні, 0.5–1.5 см. Суцвіття — верхівкові колоски 3–7(12) см, до цвітіння пониклі; приквітки яйцеподібні або лінійні, краї від цільних до зубчастих. Чоловічі квітки чергуються; приквітки коротше квітів; чашечки дзвонові, ≈0.3 мм, кінчик 3-зубчастий; пелюстки жовті з червоними прожилками, довгасто-оберненояйцевиді, 1.5–2 × 5–6 мм, завдовжки з чашечки; тичинок 8. Жіночі квітки супротивні або в мутовці; приквітки більше, ніж квіти; чашечки дзвонові, 0.7–1 мм, кінчик 3-зубчастий. Плоди 4-дольні, субциліндричні, 1.5–2 × ≈1.5 мм. 2n = 14.
Запилення відбувається за допомогою вітру. Поширення насіння здійснюється над водою. Плоди дозрівають із квітня по вересень.

## Поширення
Європа (Австрія, Бельгія, Люксембург, Велика Британія, Чехія, Данія, Естонія, Фарерські о-ви, Фінляндія, Франція, Німеччина, Ірландія, Швейцарія, Нідерланди, Іспанія, Ісландія, Італія, Латвія, Литва, Португалія (вкл. Азорські о-ви), Норвегія, Польща, Росія, Швеція, Україна); Північна Африка (Алжир, Марокко, Туніс); Азія (Китай); східна Північна Америка (Гренландія, Канада, США). Населяє нерухомі або повільні від близьконейтральних до основних води озер, річок, струмків.
В Україні зростає в стоячих і повільних водах — в Розточсько-Опільських лісах (наводиться для околиць Львова), рідко. Рослина підлягає особливій охороні на території Харківської області.

## Галерея

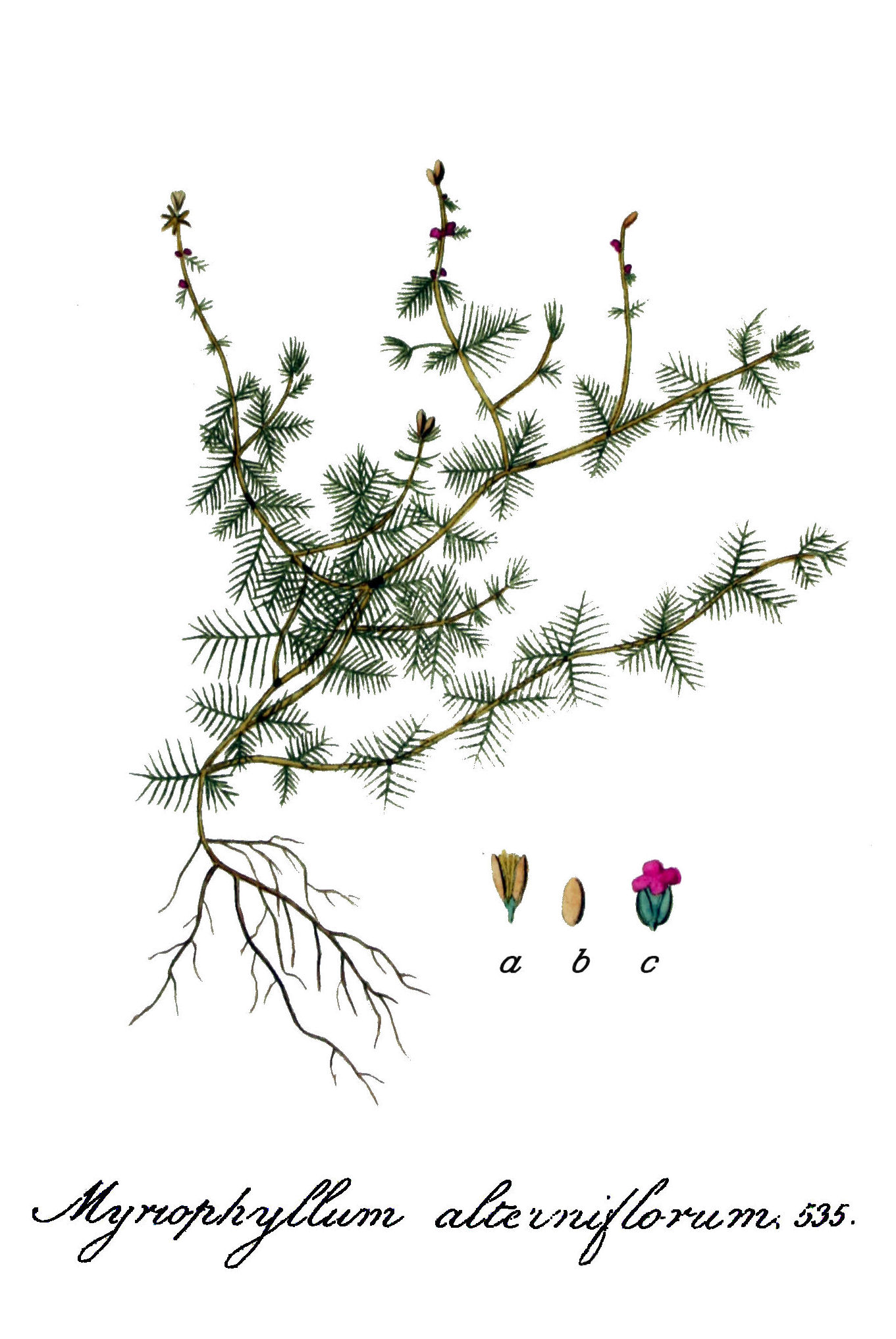